# Buick Dimensions
Buick Dimensions es un videojuego de deportes de golf de 1990 con licencia de Buick desarrollado y publicado por The InMar Group para DOS. Está basado en el Buick Classic del Westchester Country Club.

## Jugabilidad
Buick Dimensions es un juego de golf de nueve hoyos que se controla completamente con el teclado, utilizando las teclas de flecha izquierda/derecha para apuntar, las teclas arriba/abajo para cambiar de palo y un sistema de barra de potencia de dos toques para controlar el tiro.